# Kasztal
Kasztal – przysiółek wsi Osiek w Polsce położony w województwie opolskim, w powiecie strzeleckim, w gminie Strzelce Opolskie.